# Brand-van Gentprijs
De Brand-van Gentprijs was een driejaarlijkse prijs ter promotie van het katholieke boek, en werd om de drie jaar toegekend aan een katholieke auteur of een katholiek uitgever.
De prijs werd in 1946 ingesteld en voor de laatste keer uitgereikt in 1966. Tussen 1954 en 1960 werd hij iedere twee jaar uitgereikt. De prijs werd vernoemd naar de eerste voorzitter en de eerste penningmeester van de Rooms-katholieke Boekhandelaren- en Uitgeversvereniging Sint Jan, Paul Brand sr. en J. van Gent. 

## Winnaars
- 1948 : Marie Koenen
- 1951 : Uitgeverij J.J. Romen & Zonen
- 1954 : Antoon Coolen
- 1956 : Frits van der Meer
- 1958 : Uitgeverij Het Spectrum
- 1960 : Jos. Panhuysen
- 1963 : J.H. Renckens
- 1966 : Gabriël Smit